# Лисенко Іван Йосипович
Ли́сенко Іва́н Йо́сипович (10 серпня 1918, Іскрене — 14 серпня 2000, Київ) — радянський військовий льотчик, Герой Радянського Союзу (1945), в роки німецько-радянської війни заступник командира ескадрильї 74-го гвардійського штурмового авіаційного полку 1-ї гвардійської штурмової авіаційної дивізії 1-ї повітряної армії 3-го Білоруського фронту.

## Біографія
Народився 10 серпня 1918 року в селі Іскрене Шполянського району Черкаської області в селянській родині. Українець. Член КПРС з 1943 року. Закінчив неповну середню школу. Працював майстром київського заводу «Більшовик».
У 1941 році призваний до лав Червоної Армії. Закінчив військово-авіаційну школу. У боях радянсько-німецької війни з січня 1942 року. Воював на 3-му Білоруському фронті.
До вересня 1944 року зробив 512 бойових вильотів, знищуючи живу силу і бойову техніку противника, його резерви, військові ешелони, склади, авіацію на аеродромах.
Указом Президії Верховної Ради СРСР від 23 лютого 1945 року за зразкове виконання завдань командування по знищенні живої сили і техніки противника і проявлені при цьому мужність і героїзм гвардії старшому лейтенанту Івану Йосиповичу Лисенку присвоєно звання Героя Радянського Союзу з врученням ордена Леніна і медалі «Золота Зірка» (№ 6222).

Могила Івана Лисенка

У 1953 році закінчив Таганрозькі вищі льотно-тактичні курси. З 1960 року полковник І. Й. Лисенко — в запасі. Жив у Києві. Помер 14 серпня 2000 року. Похований у Києві на Міському кладовищі «Берківці».

## Нагороди
Нагороджений орденом Леніна, чотирма орденами Червоного Прапора, орденом Богдана Хмельницького 3-го ступеня, орденом Олександра Невського, двома орденами Вітчизняної війни 1-го ступеня, медалями.